# Saul Perlmutter
Pour les articles homonymes, voir Perlmutter.
Saul Perlmutter (né le 22 septembre 1959 à Champaign-Urbana, dans l'État de l'Illinois) est un cosmologiste américain. 
En 2020, il est en poste au Lawrence Berkeley National Laboratory. Il a été le responsable de l'équipe du Supernova Cosmology Project, qui a découvert en 1998 le phénomène d'accélération de l'expansion de l'Univers, conjointement avec l'équipe High-Z supernovae search team menée par Adam Riess et Brian P. Schmidt. Pour cette découverte, Perlmutter, Riess et Schmidt ont reçu le prix Nobel de physique de 2011.

## Biographie
Sa première conférence grand public après la remise de son Nobel a eu lieu (en anglais) à Paris le 17 décembre 2011, et a été parsemée de traits d'humour qui rappelaient Richard Feynman (exemple : « En introduisant sa constante cosmologique, Einstein est passé à côté du phénomène d'expansion de l'univers, et c'est vraiment dommage car sinon il serait aujourd'hui célèbre »). Expliquant qu'il voulait que cette première conférence ait lieu à Paris malgré les pressions d'universités du Nouveau Monde, il a également rendu hommage aux projets européens d'astronomie en cours, rappelant que son centre de recherches y contribuait pour une petite partie, et était donc à cet égard « un peu d'Europe ».

## Travaux
Saul Perlmutter s'est intéressé aux supernovae, événements rares (quelques-unes par millénaire dans notre galaxie), mais extrêmement énergétiques : une supernova rayonne durant quelques jours autant que tout le reste de sa galaxie réuni. Or ce phénomène de supernova est dû au fait qu'une étoile atteint une masse critique donnée, et les supernovae ont de ce fait un niveau énergétique fixe. La mesure de l'intensité de leur rayonnement vu de la Terre permet donc de connaître assez précisément leur distance sans examiner leur déplacement vers le rouge.
L'idée de départ était de regarder si les déplacements vers le rouge des objets très lointains étaient conformes à la loi de Hubble (expansion constante) ou bien s'il existait un ralentissement de cette expansion, et si ce dernier risquait éventuellement de déboucher sur un big crunch. Ces observations ont demandé un effort considérable, les télescopes puissants devant être réservés avec plusieurs mois d'avance alors que les rayonnements des supernovae ne préviennent jamais de leur arrivée. La solution choisie consista à effectuer une observation de tout le ciel à chaque fois (55 gigaoctets d'information) et d'effectuer des comparaisons intensives par ordinateur entre deux observations.
À la surprise générale, les diagrammes entre distance (donc aussi éloignement dans le temps) et vitesse d'éloignement montrèrent une accélération de l'expansion de l'Univers, ce qui conduit les physiciens et astrophysiciens à se mettre à la recherche de nouveaux modèles.
Avec son humour habituel, Perlmutter s'affirme ravi de cette découverte : si nous attendons trop longtemps pour observer le ciel, il ne restera plus rien à y voir. Il présente cet argument comme utile à avancer aux bailleurs de fonds pour les convaincre d'investir dans la recherche astronomique tant que des résultats sont encore possibles.

## Récompenses
- 2002 : prix Ernest-Orlando-Lawrence
- 2006 : prix Shaw d'astronomie, conjointement avec Adam Riess et Brian P. Schmidt
- 2006 : prix Antonio-Feltrinelli, dans la catégorie prix international
- 2007 : prix Peter-Gruber de cosmologie, conjointement avec Brian P. Schmidt et leurs équipes
- 2007 : médaille Korolev[2]
- 2011 : prix Albert Einstein avec Adam Riess
- 2011 : prix Nobel de physique, avec Brian P. Schmidt et Adam Riess
- 2015 : prix de physique fondamentale, avec tous les membres du Supernova Cosmology Project

## Sociétés savantes
- Union américaine d'astronomie
- Association américaine pour l'avancement des sciences[3]
- Société américaine de physique
- 2002 : Membre de l'Académie nationale des sciences
- 2007 : Membre de l'Académie américaine des arts et des sciences, dans le domaine des sciences physiques[4]

## Honneurs
- En octobre 2018, le département de l'Énergie des États-Unis décide de nommer l'un de ses superordinateurs[5] Perlmutter en son honneur.

Il a obtenu plusieurs titres de docteur honoris causa : 
- Université méthodiste du Sud, en sciences, le 15 mai 2010[6]
- Université d'Aix-Marseille en 2014[7]
- Université Paris Diderot en 2017[8]
- Université de Barcelone, le 21 mai 2019[9]